# The Peerless Quartet
The Peerless Quartet fue un grupo vocal estadounidense de principios del siglo XX. Se formaron inicialmente para grabar para el sello discográfico Columbia Records, donde fueron acreditados como Columbia Quartet o Columbia Male Quartet. Aproximadamente desde 1907, cuando comenzaron a grabar para sellos discográficos distintos de Columbia, fueron más conocidos como Peerless Quartet.
The Peerless Quartet fue uno de los grupos de mayor éxito comercial de principios del siglo XX y registraron cientos de grabaciones, incluidas versiones populares de canciones como "Sweet Adeline", "By the Light of the Silvery Moon", "Let Me Call You Sweetheart" y "I Want A Girl (Just Like The Girl That Married Dear Old Dad)". El grupo continuó grabando hasta 1928, con muchos cambios de personal. Fueron dirigidos hasta 1910 por Frank C. Stanley, y luego por el tenor Henry Burr.

## Historia

### Formación y primeros años, 1890-1910
Las primeras grabaciones en cilindros del Columbia Male Quartet (o Quartette) se realizaron a finales de la década de 1890. La primera versión del grupo incluía al primer tenor Albert Campbell, el segundo tenor James Kent "Jim" Reynard, el barítono Joe Belmont y el bajo Joe Majors. La misma formación también grabó en 1901–02 como Climax Quartette para Climax Records, aunque las grabaciones posteriores bajo ese nombre las realizaron una formación diferente. En los años siguientes, Reynard fue reemplazado primero por George J. Gaskin y luego, alrededor de 1902, por Henry Burr. Majors fue reemplazado primero por Tom Daniels y luego, alrededor de 1903, por Frank C. Stanley . En algunas grabaciones, Belmont fue reemplazado por Arthur Collins o Bob Roberts.
Para 1904, la membresía del grupo se había estabilizado en los tenores Albert Campbell y Henry Burr, el barítono Steve Porter y el bajo Frank C. Stanley. Frank Stanley (nacido como William Stanley Grinsted) se convirtió en el cantante principal y mánager del grupo. Ya como músicos independientes, comenzaron a grabar para otros sellos además de Columbia. Grabaron como Peerless Quartet para Zonophone desde 1907, para Victor Talking Machine Company desde 1908 y para la Compañía Nacional de Fonógrafos de Edison desde 1909. Las primeras grabaciones exitosas del grupo incluyeron "You're The Flower of My Heart, Sweet Adeline" para Columbia en 1904 y "Honey Boy" para Columbia y Zonophone en 1907. En 1909, Arthur Collins reemplazó a Steve Porter, quien continuó grabando como solista y en dúos. Continuaron teniendo éxito en 1910, en particular con "By the Light of the Silvery Moon", que grabaron para Columbia, Zonophone y Everlasting, y "Silver Bell", grabada para Victor y Everlasting.

### Éxito comercial, 1910-1918
Frank C. Stanley murió de pleuritis en 1910. Fue reemplazado en el grupo por John H. Meyer, y Henry Burr asumió el cargo de cantante principal y mánager, cargo que mantuvo hasta que el grupo se disolvió en 1928. La popularidad del Peerless Quartet alcanzó su punto máximo en los años entre 1911 y 1918. Sus grabaciones más exitosas durante el período incluyeron "I Want A Girl (Just Like The Girl That Married Dear Old Dad)" y " Let Me Call You Sweetheart " (ambas para Columbia en 1911), "The Ghost of the Violin" (Columbia, 1913), "Don't Blame It All On Broadway" (Columbia y Victor, 1914), "I didn't Raise My Boy to Be a Soldier" (Columbia, 1915), "My Bird of Paradise" (Columbia y Victor, 1915), "The Lights of My Home Town" (Victor, 1916); "Over There" (Columbia, 1917), y "I Don't Know Where I'm Going But I'm On My Way" (Columbia y Victor, 1918).  También grabaron y lanzaron la melodía escrita por Irving Berlin "At the Devil's Ball" (Columbia) con el cantante Maurice Burkhart en 1913.
En su libro Pop Memories 1890-1954, el archivista musical y estadístico Joel Whitburn evaluó una serie de fuentes, como las listas Talking Machine World de las grabaciones más vendidas y las listas de partituras y vodevil Billboard, para estimar las grabaciones más exitosas del período. Concluyó que Peerless Quartet tuvo 102 éxitos "top ten" en total entre 1904 y 1926, y en la década de 1910-1919 tuvo más grabaciones exitosas que cualquier otro músico o grupo. Aunque los métodos de evaluación de Whitburn han sido criticados, esto confirma ampliamente las afirmaciones de que el grupo era el más popular de su época. 
Además, Henry Burr, Albert Campbell y Arthur Collins también grabaron con mucho éxito como cantantes solistas: Burr y Collins, en particular, fueron dos de los cantantes más populares de las dos primeras décadas del siglo. El grupo también acompañó a otros cantantes como Ada Jones, Byron G. Harlan, George O'Connor e Irving Kaufman. Burr, Campbell y Meyer también grabaron juntos como Sterling Trio .

### Últimos años y disolución, 1918-1928
En 1918, Collins dejó el grupo y fue reemplazado por Frank Croxton. La formación de Burr, Campbell, Meyer y Croxton permaneció junta hasta 1925 y continuó grabando para Columbia y Victor. Tuvieron un éxito cada vez menor, aunque en 1922 hicieron la primera grabación de "Way Down Yonder in New Orleans", décadas más tarde una canción de éxito del rock and roll.
Después de que esa formación se disolviera en 1925, Burr formó una nueva versión del Peerless Quartet, con él mismo, Carl Mathieu, Stanley Baughman y James Stanley. La formación hizo una película en ese momento con Pathé Films. El cuarteto finalmente se disolvió en 1928, aunque Burr continuó grabando.

## Premios y reconocimientos
The Peerless Quartet es reconocido como una de las principales influencias en el desarrollo de la música de armonía vocal Barbershop. En 2003 fueron incluidos en el Salón de la Fama de la Grupos Vocales. 